# サッカニー

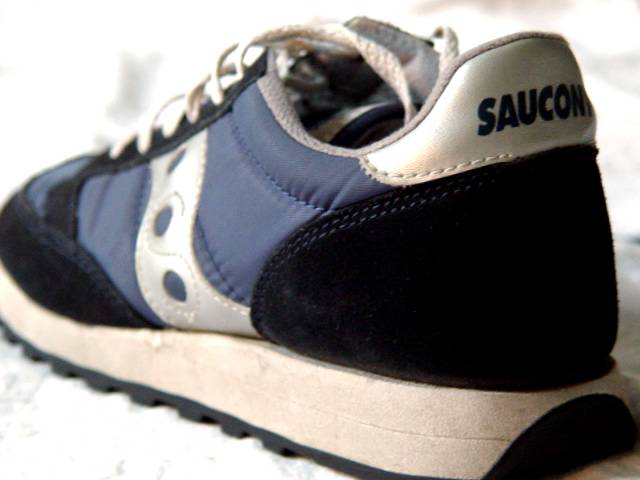
サッカニー「ジャズ」 (Jazz)

サッカニー（英: Saucony　元の発音はサーカニーまたはソーコニーと表記するのが近い）は、アメリカ合衆国のシューズメーカー。現在はマサチューセッツ州レキシントンに本社を置く。

## 歴史
1898年、ペンシルバニア州カッツタウンにてサッカニーが創業される。社名はサッカニー川という川の名前にちなむ。
1910年、マサチューセッツ州ケンブリッジにて、ロシア系アメリカ人のエイブラハム・ハイド (Abraham Hyde) がA・R・ハイド・アンド・サンズ (A. R. Hyde & Sons) という靴屋を開く。ハイド社は1910年代に室内靴で成功をおさめ、1930年代になるとスポーツシューズの製造に乗り出し、アイススケート用シューズを手始めとして様々なスポーツに進出していった。1960年代にはNASAと提携して宇宙飛行士用シューズを製作するようになり、1969年にアポロ11号の乗組員たちが人類で初めて月面に着陸した際に履いていたシューズもハイド社製だった。
1968年、ハイド社はサッカニーを買収した。当時のサッカニーは知名度こそ低いものの優れた品質のランニングシューズを手掛けるメーカーであり、以後ハイド社はサッカニーの名前をブランド名に使用するようになる。1970年代には、アッパーのサイドラインをサッカニー川をイメージした波形ラインに変更した。
1970年代から1980年代にかけて、ランニングシューズの分野において、サッカニーはブルックスと並んで品質と技術に優れた高級ブランドという評価を築いていった。1976年に発売した「ホーネット」 (Hornet) 、1980年に発売した「ジャズ」 (Jazz) はともに「ランナーズ・ワールド」誌において最高評価の5つ星を獲得した。とりわけジャズはブランドを代表するモデルとなり、サッカニーのシューズの売り上げ記録を持っている。
2005年、サッカニーはケッズ、スペリー・トップサイダーなどのブランドを傘下におさめる靴小売チェーンのストライド・ライトに買収された。

## 日本における展開
1976年にスポットビルトアジアがハイド社のアジアにおける代理店となった結果、自動的にサッカニーの販売はスポットビルトアジアが担当することになった。スポットビルトアジアの代表吉田愛一郎は運動靴はアジアで製造すべきであると主張、ボストンの労働組合と対立するが、フィリピンで今までより広めのラストで作ったジャズが発表されることになった。その後にアキレスが販売し、2012年以降は、靴販売チェーンのABCマートが国内総代理店となっている。

## その他
なお、サッカニー社は、過去に吸収したブランド「スポットビルト (Spot-Bilt)」の商標を所有する。